# Ribeirão Bandeirantes do Sul
Der Ribeirão Bandeirantes do Sul ist ein etwa 61 km langer rechter Nebenfluss des Rio Ivaí im Norden des brasilianischen Bundesstaats Paraná.

## Geografie

### Lage
Das Einzugsgebiet des Ribeirão Bandeirantes do Sul befindet sich auf dem Terceiro Planalto Paranaense (Dritte oder Guarapuava-Hochebene von Paraná) südwestlich von Maringá.

### Verlauf
Sein Quellgebiet liegt im Munizip Maringá auf 542 m Meereshöhe im Parque Industrial Bandeirantes im westlichen Stadtgebiet.
Der Fluss verläuft in südwestlicher Richtung. Er fließt auf der Grenze zwischen den Munizipien Ourizona und Doutor Camargo von rechts in den Rio Ivaí. Er mündet auf 260 m Höhe. Er ist etwa 61 km lang.

### Munizipien im Einzugsgebiet
Am Ribeirão Bandeirantes do Sul liegen die vier Munizpien Maringá, Paiçandu, Ourizona und Doutor Camargo.